# Storify
Die Storify Inc. war ein im September 2010 in San Francisco, USA von Xavier Damman und Burt Herman gegründeter Onlinedienst zur Einbindung von Fremdinhalten. 2013 gab das Unternehmen bekannt, dass rund 850.000 Nutzer, darunter überwiegend Journalisten, Agenturen und Markenunternehmen die Plattform nutzten. Es gab eine kostenlose Basisversion und kostenpflichtige Anwendungen für das Redaktionsmanagement, Galerien, Nutzerauswertungen und automatisiertes Filtern und Analysen.
Nutzer verwenden zum Verfassen von Artikeln und Informationen das Drag-and-Drop-Verfahren und haben die Möglichkeit, Multimedia-Inhalte, beispielsweise Mitteilungen (Tweets von Twitter, YouTube- oder Vimeo-Videos, Fotos aus Flickr), kleine Audiodateien und Web-Feeds zu verknüpfen und zu verfassen. Journalisten haben beispielsweise die Möglichkeit, Augenzeugenberichte vom Ort des Geschehens in Websites mit einer eigenen URL oder in einem Frame auf der Webseite in einen Erzählstrang einzubetten – ebenso die Integration bei mobilen Apps und in Fernsehsendungen.
Im September 2013 übernahm die Livefyre Inc. (Kalifornien, USA) Storify und plante, dieses in seine Plattform mit Kommentarfunktionen zu integrieren. Livefyre bietet bereits Dienstleistungen zur Versorgung im Bereich der sozialen Medien (bspw. Facebook, Instagram, Twitter) an und unterstützt die Nutzereinbindung in die Medienunternehmen und Marken im Internet. Dabei greift das Unternehmen auf Content von Nutzern in den sozialen Medien zurück.
Nach der Ankündigung im Dezember 2017, Storify werde im folgenden Jahr eingestellt und alle Inhalte gelöscht, wurde der Dienst am 16. Mai 2018 schließlich abgeschaltet.